# Eiaculazione

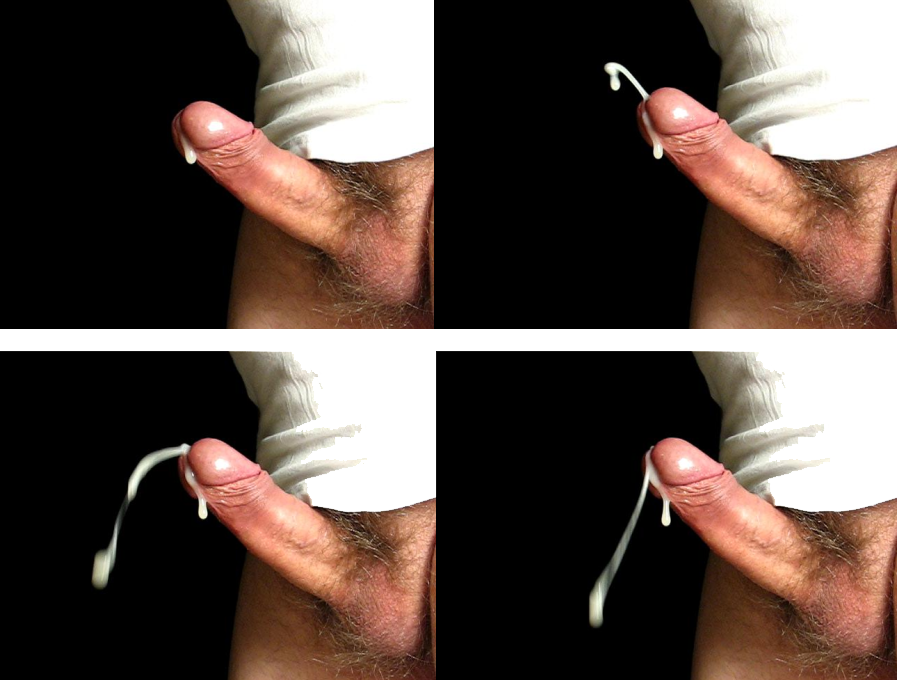
Sequenza di un'eiaculazione umana

L'eiaculazione è l'emissione, attraverso l'uretra, di liquido seminale (sperma) causata dalle contrazioni dei muscoli alla base del pene e dell'epididimo, in seguito al raggiungimento dell'orgasmo.

## Fisiologia
L'eiaculazione dura generalmente alcuni secondi ed è influenzata da fattori fisici (durata delle contrazioni, numero e forza), quantitativi (produttività della ghiandola prostatica e delle vesciche spermatiche) nonché psicologici (percezione del piacere). È solitamente associata a sensazione di estremo piacere in quanto, nel corso dell'atto sessuale, a mano a mano che si avvicina il raggiungimento dell'orgasmo, si genera nell'uomo una situazione di forte tensione dovuta alla pressione esercitata dallo sperma alla base del pene.
Al momento dell'orgasmo ripetuti spasmi involontari provocano l'emissione del liquido attraverso l'uretra in forti schizzi e la conseguente, immediata sensazione di cessazione improvvisa della tensione, appagamento e rilassamento psicofisico. L'eiaculazione normalmente termina nella fase della detumescenza (anche se lo sperma può continuare in piccole quantità a fuoriuscire), in cui i centri nervosi smettono di inviare impulsi all'apparato genitale e il sangue defluisce dai vasi cavernosi.

### Periodo refrattario
Si chiama periodo refrattario il tempo necessario a un uomo prima di provare il desiderio sessuale e/o essere in grado di ripetere una nuova erezione ed eiaculazione.
La diminuzione post-eiaculatoria del desiderio è determinata dalla quantità di ossitocina e prolattina, entrambi inibitori degli ormoni androgeni.

## Patologia
- Può insorgere una condizione patologica definita eiaculazione precoce dove il soggetto subisce un sovra-eccitamento che causa un'eiaculazione entro breve tempo (entro circa 1-2 minuti dalla penetrazione vaginale)[2]. Può essere dovuto a fattori psicologici come stress o tensione (ad esempio l'ansia da prestazione) ed è quindi di difficile soluzione. Sono tuttora in commercio preservativi lubrificati con una crema anestetica che diminuisce la sensibilità del pene.
- La condizione che porta invece alla impossibilità di eiaculare è detta aneiaculazione, che può avere cause fisiche o psicologiche.